# وليام فرانسيس غانون
وليام فرانسيس غانون (19 فبراير 1864 - 7 سبتمبر 1941)، عالم نبات ومؤرخ كندي، قضى معظم حياته المهنية في علم النبات أساسا كأستاذ في كلية سميث في نورثامبتون بولاية ماساتشوستس.

## روابط خارجية
- Ten publications (from "Our Roots")
- Map of St Croix Island
- Virtual tour: William Francis Ganong’s field trips around the province of New Brunswick (1895-1910) Photos and maps.